# Novgorodovait
Novgorodovait ist ein sehr selten vorkommendes Mineral aus der Mineralklasse der „Organischen Verbindungen“. Es kristallisiert im monoklinen Kristallsystem mit der chemischen Formel Ca2(C2O4)Cl2·2H2O, ist also chemisch gesehen ein kristallwasserhaltiges Calcium-Oxalat-Chlorid.
Novgorodovait von der Typlokalität bildet bis zu 3 cm große Aggregate aus maximal 7 mm großen Körnern. Das Mineral stammt aus der Sylvinitlagerstätte des „Salzdoms Tschelkar“ in Westkasachstan, wo es zusammen mit Anhydrit, Gips, Halit, Bischofit, Magnesit und Hilgardit in Bohrkernen gefunden wurde, die beim Durchörtern von Evaporitgesteinen gewonnen worden sind.

## Etymologie und Geschichte
In Mineralproben im Mineralogischen Museum „A. J. Fersman“, die aus Bohrkernen aus dem Salzstock Tschelkar aus 850–900 m Tiefe stammen, wurde eine Phase erkannt, die sich als neues Mineral erwies. Sie wurde im Jahre 2000 nach der Einreichung bei der International Mineralogical Association (IMA) unter der Nummer IMA 2000-039 anerkannt und im Jahre 2001 von einem russischen Forscherteam mit Nikita Wladimirowitsch Tschukanow, Dmitri Iljitsch Belakowski, Ramisa Kerarowna Raszwetajewa, Oksana Wladimirowna Karimowa und Aleksandr Jefimowitsch Sadow im russischen Wissenschaftsmagazin „Sapiski Wserossijskowo mineralogitscheskowo obschtschestwa“ (Proceedings of the Russian Mineralogical Society) als „Novgorodovaite“ (engl.) beschrieben.
Benannt wurde das Mineral nach Margarita Iwanowna Nowgorodowa (* 1938), der russischen Mineralogin und ehemaligen Direktorin des Mineralogischen Museums der Russischen Akademie der Wissenschaften.
Das Typmaterial für Novgorodovait wird unter den Katalognummern 69819 und 69820 im Mineralogischen Museum der Russischen Akademie der Wissenschaften in Moskau aufbewahrt.

## Klassifikation
In der mittlerweile veralteten, aber noch gebräuchlichen 8. Auflage der Mineralsystematik nach Strunz gehörte der Novgorodovait zur Mineralklasse der „Organischen Verbindungen“ und dort zur Abteilung der „Salze organischer Säuren“, wo er zusammen mit Caoxit, Coskrenit-(Ce), Glushinskit, Humboldtin, Levinsonit-(Y), Lindbergit, Minguzzit, Moolooit, Natroxalat, Oxammit, Stepanovit, Weddellit, Wheatleyit, Whewellit, Zhemchuzhnikovit und Zugshunstit-(Ce) die eigenständige „Gruppe der Oxalate“ mit der System-Nr. IX/A.01 bildete.
Die seit 2001 gültige und von der International Mineralogical Association (IMA) verwendete 9. Auflage der Strunz’schen Mineralsystematik ordnet den Novgorodovait ebenfalls in die Klasse der „Organischen Verbindungen“ und dort in die Abteilung der „Salze von organischen Säuren“ ein. Diese Abteilung ist allerdings weiter unterteilt nach der Art der salzbildenden Säure, so dass das Mineral entsprechend seiner Zusammensetzung in der Unterabteilung „Oxalate“ zu finden ist, wo es als einziges Mitglied die unbenannte Gruppe 10.AB.80 bildet.
Auch die vorwiegend im englischen Sprachraum gebräuchliche Systematik der Minerale nach Dana ordnet den Novgorodovait in die Klasse der „Organische Minerale“ und dort in die gleichnamige Abteilung ein. Hier ist er als alleiniges Mitglied in der unbenannten Gruppe mit der System-Nr. 50.01.10 innerhalb der Unterabteilung „Salze organischer Säuren (Oxalate)“ zu finden.

## Chemismus
Mittelwerte aus Mikrosondenanalysen an Novgorodovait führten zu Gehalten von 29,43 % Ca; 24,56 % Cl; 1,67 % H; 8,53 % C und (35,81) % O, woraus sich die empirische Formel Ca2,00(C2O4)0,97Cl1,89(OH)0,17·2,17H2O ergab. Sie wurde zu Ca2(C2O4)Cl2·2H2O vereinfacht, was idealerweise 29,14 % Ca; 8,73 % C; 25,77 % Cl; 1,47 % H und 34,89 % O erfordert.

## Kristallstruktur
Novgorodovait kristallisiert monoklin in der Raumgruppe C2/m (Raumgruppen-Nr. 12) mit den Gitterparametern a = 6,936 Å; b = 7,382 Å; c = 7,443 Å und β = 94,3° sowie zwei Formeleinheit pro Elementarzelle.
In der Struktur des Novgorodovaits besteht die Koordinationsumgebung des Calcium-Atoms aus einem durch die Cl-Atome, die H2O-Moleküle und die Sauerstoff-Atome der C2O4-Gruppen gebildetem acht[scheiteliges]eckigen Polyeder. Die CaX8-Polyeder sind in Richtung der b-Achse zu gewellten Reihen verknüpft. In die beiden anderen Richtungen sind die Polyeder in der Reihen durch gemeinsame Kanten (unter Einbeziehung der gemeinsamen H2O-Moleküle und Cl-Atome) zu einem dreidimensionalen Gerüst verknüpft. Die Wassermoleküle sind an den schwachen symmetrischen Wasserstoffbrückenbindungen mit den Sauerstoff-Atomen der Oxalat-Anionen beteiligt.
Analoge Zickzack-Reihen aus achtscheiteligen Polyedern sind auch in den Kristallstrukturen der beiden Calcium-Oxalate Whewellit und Weddellit beobachtet worden. Dieses Arrangement ist dafür verantwortlich, dass in allen drei Mineralen der Einheitszellenparameter in Richtung Kettenachse einen vergleichbaren Werte aufweist. Die Ersetzung von einem Oxalation durch zwei Cl-Atome in der Struktur des Novgorodovaits führt jedoch zu einer Deformation des Ca-Polyeders mit erheblich größeren Distanzen zwischen Ca und Cl als zwischen den anderen Liganden. Ferner unterscheiden sich die drei Minerale hinsichtlich der anderen Parameter der Einheitszelle sowie in ihrer Symmetrie.
Im Novgorodovait sind die Zentren der Oxalat-Ionen staffelförmig in der (100)-Ebene angeordnet, wohingegen diese Ionen in Weddellit parallel zueinander in derselben Ebene liegen. In Whewellit sind die Oxalat-Ionen, obwohl ebenfalls gestaffelt, bezogen auf die y-Achse (oder z-Achse) alternierend angeordnet. Deshalb besitzt der Novgorodovait hinsichtlich seiner Zusammensetzung, der Parameter der Einheitszelle, seiner Symmetrie und charakteristischen strukturellen Merkmalen keine Analoga unter den anderen Calciumoxalat-Mineralen.

## Eigenschaften

### Morphologie
Novgorodovait bildet bis zu 3 cm große Aggregate aus maximal 7 mm großen Körnern. Idiomorphe Kristalle sind nicht bekannt.

### Physikalische und chemische Eigenschaften
Die Kristallaggregate und Körner des Novgorodovaits sind farblos, ihre Strichfarbe ist hingegen immer weiß. Die Oberflächen der durchsichtigen Kristalle zeigen einen deutlichen glasartigen Glanz. Novgorodovait besitzt eine mittelhohe bis hohe Lichtbrechung und eine mit der von Aragonit oder Calcit vergleichbare, extrem hohe Doppelbrechung (δ = 0,16).
Das Mineral weist zwei gute (in der Typpublikation „mittlere“) Spaltbarkeiten nach {100} und {010} auf, bricht aber aufgrund seiner Sprödigkeit und Zerbrechlichkeit ähnlich wie Amblygonit, wobei die Bruchflächen uneben ausgebildet sind. Novgorodovait besitzt eine Mohshärte von 2,5 und gehört damit zu den weichen Mineralen, die sich etwas leichter als das Referenzmineral Calcit mit einer Kupfermünze ritzen lassen. Die gemessene Dichte für Novgorodovait beträgt 2,38 g/cm³, die berechnete Dichte beträgt 2,40 g/cm³.

## Bildung und Fundorte
Auch wenn es sich beim Novgorodovait um das Salz einer organischen Säure handelt, können anthropogene bzw. biogene Prozesse bei seiner bei der Bildung ausgeschlossen werden. Novgorodovait bildete sich sekundär in marinen Evaporiten, allerdings sind die Bildungsbedingungen des Minerals ist noch nicht eindeutig geklärt. Begleitminerale des Novgorodovaits sind Anhydrit, Gips, Halit, Bischofit, Magnesit und Hilgardit.
Als sehr seltene Mineralbildung konnte Novgorodovait bisher (Stand 2016) nur von einem Fundpunkt beschrieben werden.
Seine Typlokalität ist die Kalisalzlagerstätte des „Salzdoms Tschelkar“ (Shalkar, Schalkar oder Schalqar), der sich unmittelbar südlich des gleichnamigen Sees und ca. 100 km südsüdöstlich von Oral, Kreis Terekti, Gebiet (Provinz) Westkasachstan in Kasachstan befindet. Es handelt sich um ein 779 km² großes Gebiet im Bereich der Kaspischen Senke, dessen Zentrum ungefähr bei diesen Koordinaten (Koordinaten des Salzdoms Tschelkar) liegt.
Der sich ca. 160 km nördlich der Sylvinit- und Borat-Lagerstätte „Satimola“ befindende Salzdom enthält Sylvinit- und Bischofit-Carnallit-Horizonte. Er wurde in den frühen 1950er-Jahren bei der Kohlenwasserstoff-Erkundung entdeckt und seitdem auch untersucht. Seit 2011 wird die Lagerstätte „Tschelkar“ intensiv mit Bohrkampagnen und geophysikalisch untersucht. Da der Name „Tschelkar“ in Kasachstan ein häufiger Terminus ist, sind Verwechslungen mit anderen Lokationen dieses Namens häufig. Es sei deshalb darauf hingewiesen, dass die Kalisalzlagerstätte Tschelkar nichts mit dem Ort Tschelkar im Gebiet Aqtöbe zu tun hat, wie es gelegentlich angegeben wird.

## Verwendung
Novgorodovait ist aufgrund seiner Seltenheit lediglich für Mineralsammler interessant.